# Hollister (Misuri)
Hollister es una ciudad ubicada en el condado de Taney en el estado estadounidense de Misuri. En el Censo de 2010 tenía una población de 4426 habitantes y una densidad poblacional de 249,65 personas por km².

## Geografía
Hollister se encuentra ubicada en las coordenadas 36°36′22″N 93°13′57″O / 36.60611, -93.23250. Según la Oficina del Censo de los Estados Unidos, Hollister tiene una superficie total de 17.73 km², de la cual 17.31 km² corresponden a tierra firme y (2.37%) 0.42 km² es agua.

## Demografía
Según el censo de 2010, había 4426 personas residiendo en Hollister. La densidad de población era de 249,65 hab./km². De los 4426 habitantes, Hollister estaba compuesto por el 92.48% blancos, el 0.95% eran afroamericanos, el 1.2% eran amerindios, el 0.52% eran asiáticos, el 0.18% eran isleños del Pacífico, el 2.8% eran de otras razas y el 1.88% pertenecían a dos o más razas. Del total de la población el 6.39% eran hispanos o latinos de cualquier raza.